# Ровенський район
Ровенськи́й район — адміністративна одиниця Росії, Бєлгородська область. До складу району входять одне місто і 11 сільських поселень.
Адміністративний центр — місто Ровеньки.

## Географія
Ровенський район займає південно-східну частину Бєлгородської області. На півдні межує з Новопсковським і Білокуракинським районами Луганської області України, на сході — з Розсошанським і Ольховатським районами Воронезької області, на півночі — з  Алексєєвським і на заході — з Вейделевським  районами Бєлгородської області.
Площа району — 1369 км². Територією району тече річка Айдар та її притока Сарма. 

## Населення
Населення — 23696 жителів (2009).
У 1989 році за переписом населення проживало 74,6 % українців і 25,3 % росіян..

## Історія
Ровенський район утворено 30 липня 1928 року у складі Розсошанського округу Центрально-Чорноземної області. З 13 червня 1934 року — у складі Воронезької області, з 6 січня 1954 року — у складі Бєлгородської. В 1963 році Ровеньский район був приєднаний до Вейделєвського району, а 12 січня 1965 року знову відновлено.

## Адміністративний поділ
- міське поселення селище Ровеньки
- Айдарське сільське поселення
- Верхньосеребрянське сільське поселення
- Ладомировське сільське поселення
- Лознянське сільське поселення
- Лозовське сільське поселення
- Наголенське сільське поселення
- Нагор'євське сільське поселення
- Новоалександровське сільське поселення
- Ржевське сільське поселення
- Свистовське сільське поселення
- Харківське сільське поселення